# Empis leucopeza
Empis leucopeza är en tvåvingeart som beskrevs av Friedrich Hermann Loew 1873. Empis leucopeza ingår i släktet Empis och familjen dansflugor.
Artens utbredningsområde är Serbien. Inga underarter finns listade i Catalogue of Life.